# La guerra continua
La guerra continua è un film del 1962 diretto da Leopoldo Savona.
Ne venne prodotta anche una versione statunitense diretta da George Gonneau col titolo di Warriors Five. 
Savona pubblicò lo stesso anno anche un romanzo omonimo.

## Trama
Nell'Italia occupata dai tedeschi durante la seconda guerra mondiale, un paracadutista americano in missione per far saltare in aria un ponte chiede l'aiuto di cinque uomini appena usciti da una prigione militare e di una ragazza italiana che si è unita a loro lungo la strada.

## Accoglienza
(Segnalazioni Cinematografiche, vol. 51, 1962)